# 楔纹裳凤蝶
楔纹裳凤蝶（学名：Troides cuneifera），一种分布于东南亚地区的大型蝴蝶，隶属于凤蝶科裳凤蝶属。

## 亚种[2]
- 半岛亚种 T.cuneifera paeninsulae（Pendlebury, 1936）：泰国、马来半岛
- 苏门答腊亚种 T.cuneifera sumatrana（Hagen，1894）：印度尼西亚苏门答腊
- 指名亚种 T.cuneifera cuneifera（Oberthür, 1879）：印度尼西亚爪哇岛